# Santa Luzia (Uberlândia)
Santa Luzia é um bairro localizado oficialmente na Zona Sul de Uberlândia, mas geograficamente, o bairro está na Zona Sudeste do município, à 7 km do Centro. Tendo como vizinhos os bairros Gravatás, Pampulha, Dos Buritis e Granada, todos esses também na Zona Sudeste e Segismundo Pereira, na Zona Leste.

## História do bairro Santa Luzia
- O bairro tem duas partes, a parte de cima, denominada antigamente como Conjunto Habitacional Santa Luzia e a parte de baixo, denominada Santa Luzia. Foi construído numa área de quase 440 mil m² pela COHAB, no ano de 1981.
- O prefeito na época, era o Virgílio Galassi.
- A primeira escola do bairro, foi o anexo da Estadual Maria da Conceição Barbosa, que atualmente, não existe mais.
- As ruas foram asfaltadas em 1982.
- O Santa Luzia tem hoje as escolas estaduais Dona Alexandra Pedreiro, Rio das Pedras, Inácio Castilho e a EMEI Bairro Santa Luzia.[2]
- Suas principais vias são as avenidas Jaime de Barros, Geraldo Abrão e Alípio Abraão, além da Avenida João Naves de Ávila e Rua Jaime Tannus.
- O bairro fica próximo das margens das rodovias federais BR-050 e BR-365 e ao lado do Campus Glória da UFU.

## Terminal
- O bairro conta com o Terminal Santa Luzia, o único terminal na Zona Sul, do SIT (Sistema Integrado de Transporte), atualmente (agosto\2021).[3][4]

## Lazer
- O bairro tem uma grande área verde com lagoas, denominada Parque Municipal Santa Luzia, nas margens do Córrego Lagoinha.[5][6]
- Tem também o Poliesportivo Santa Luzia, com diversas quadras.[7]